# Sint-Bavokerk (Rijsbergen)
De Sint-Bavokerk is een rooms-katholieke kerk aan de Sint Bavostraat in de kern van Rijsbergen in de provincie Noord-Brabant.
Het is een kruiskerk in neogotische stijl met een klokkentoren met een zeskantige spits. De kerk is van gele baksteen en heeft spitsboogramen met glas-in-lood.
De Sint Bavokerk is gebouwd in 1916 en werd in gebruik genomen in 1918. De architect is N.J.H. van Groenendael uit Breda.

## Interieur

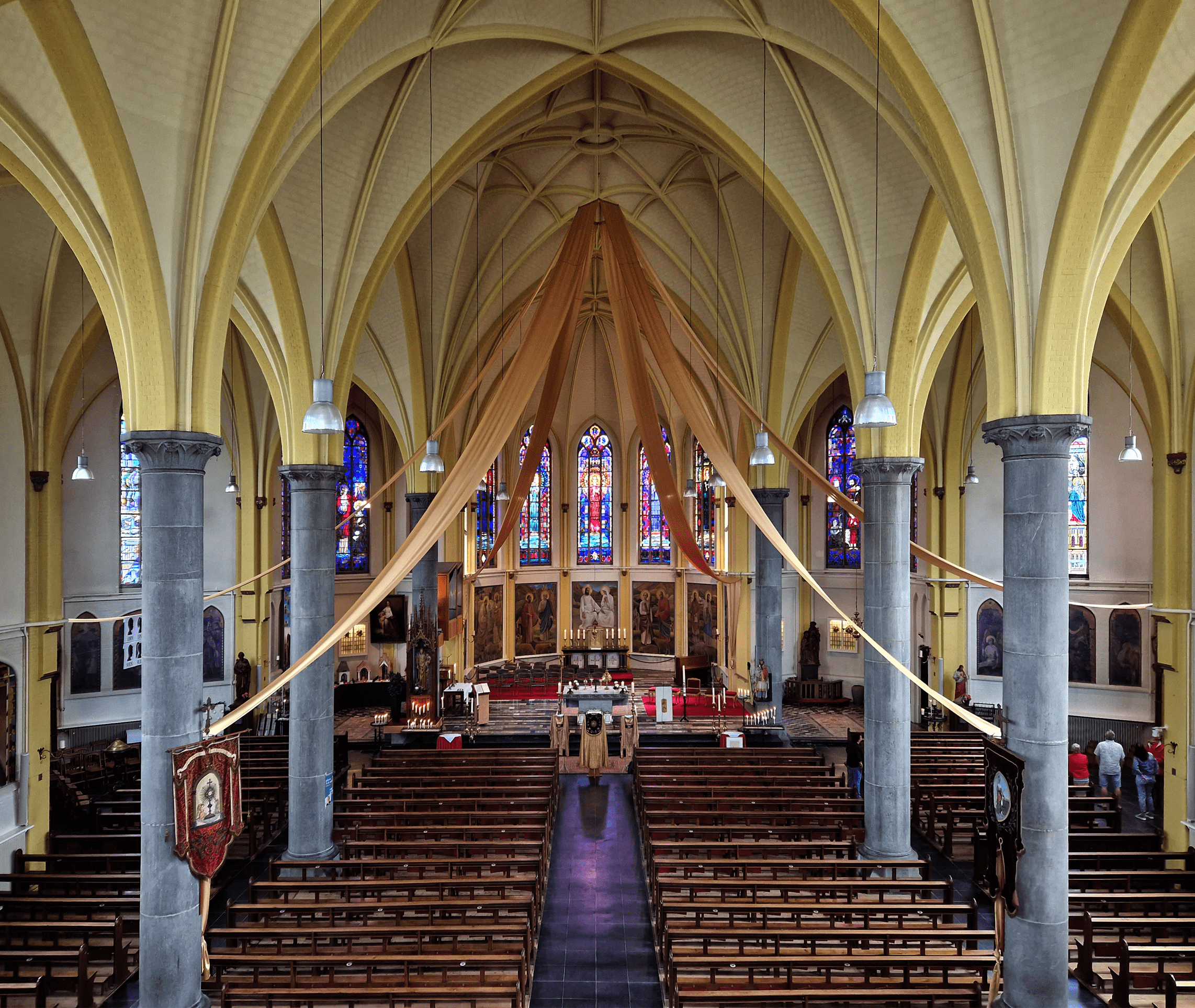
Zicht op het interieur vanaf het balkon, op de eerste verdieping.
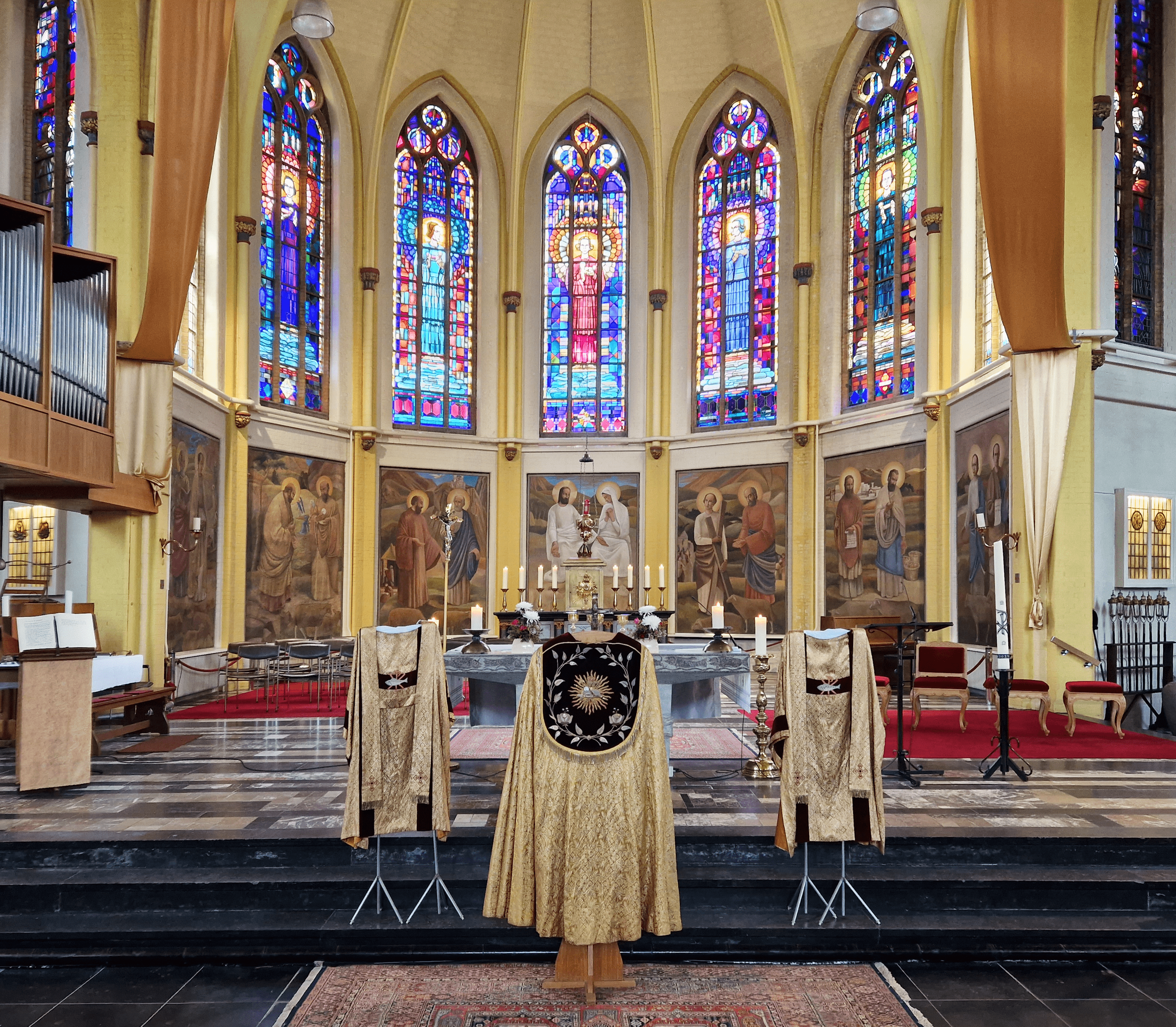
De apsis van de kerk met gebrandschilderde ramen en het altaar.
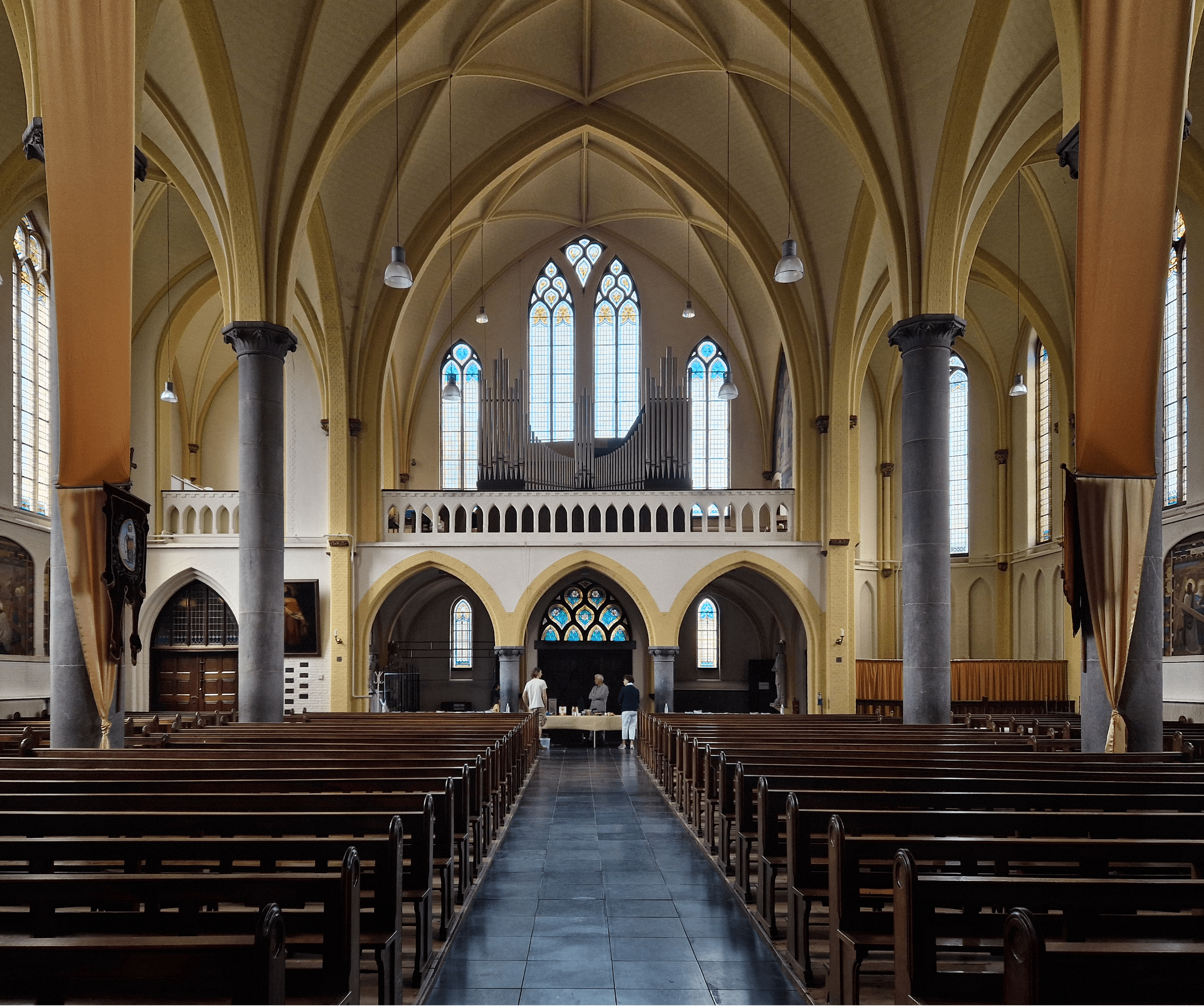
Zicht op de hoofdingang en het balkon.
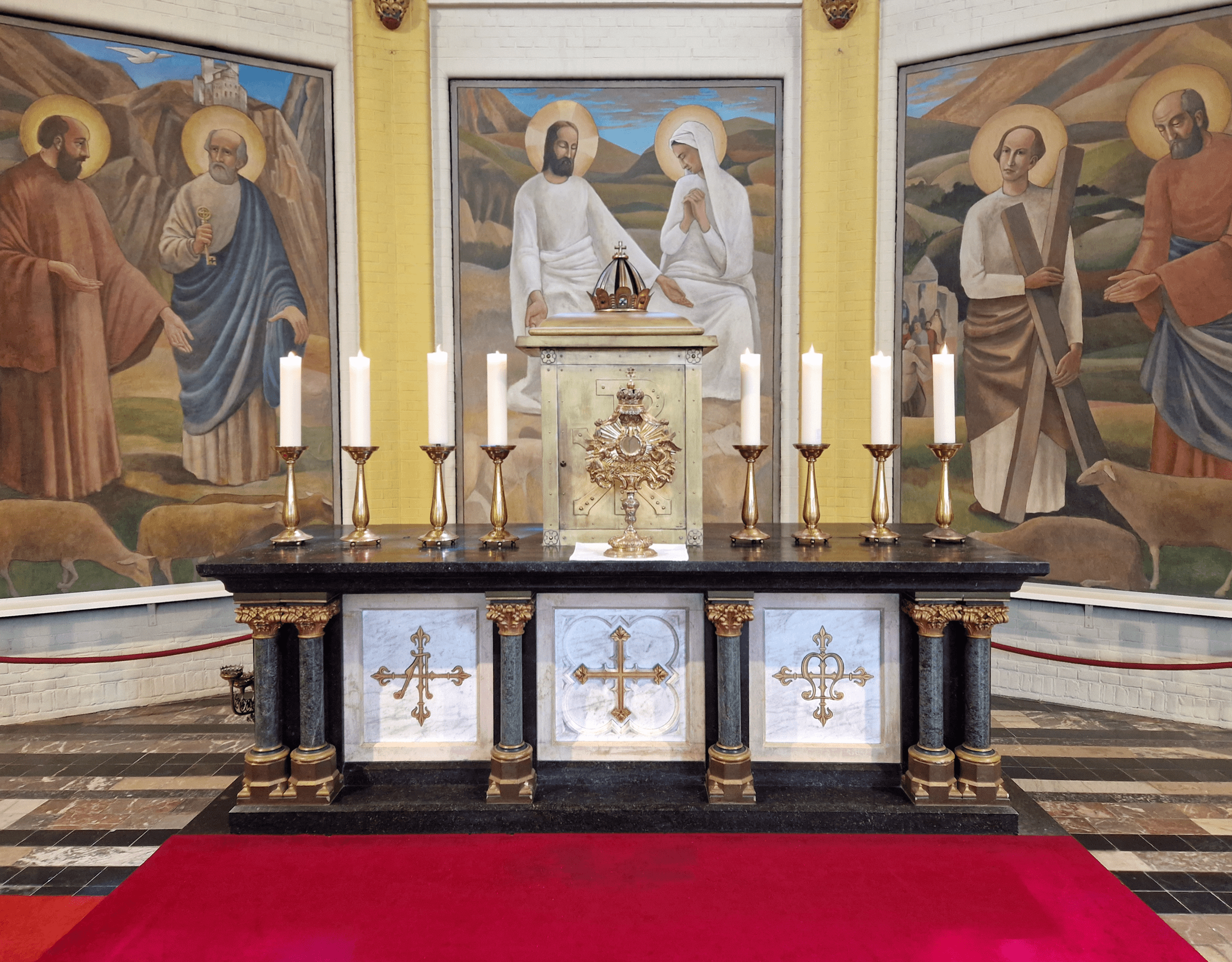
Het altaar.
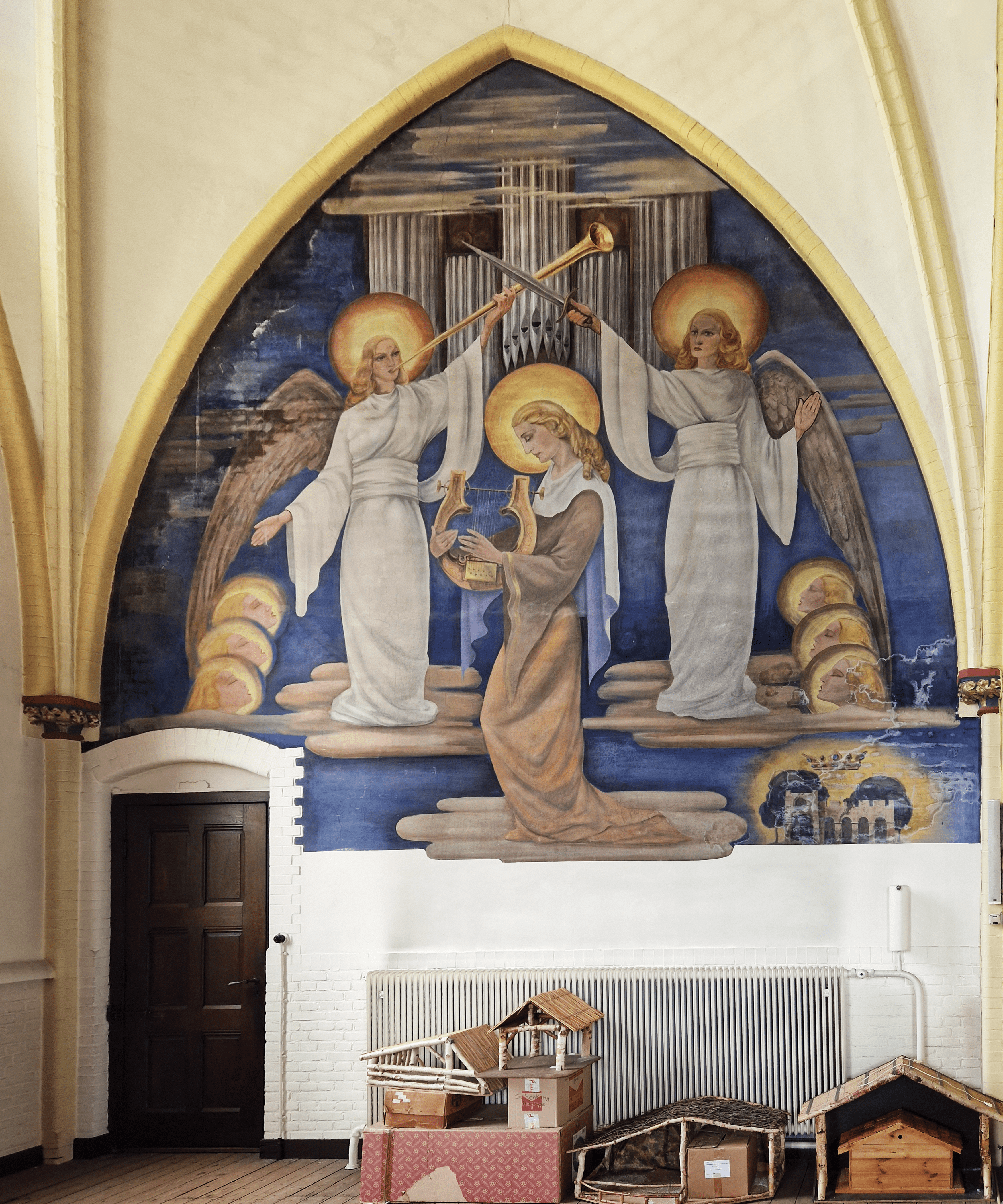
Muurschildering van engelen bij het balkon.
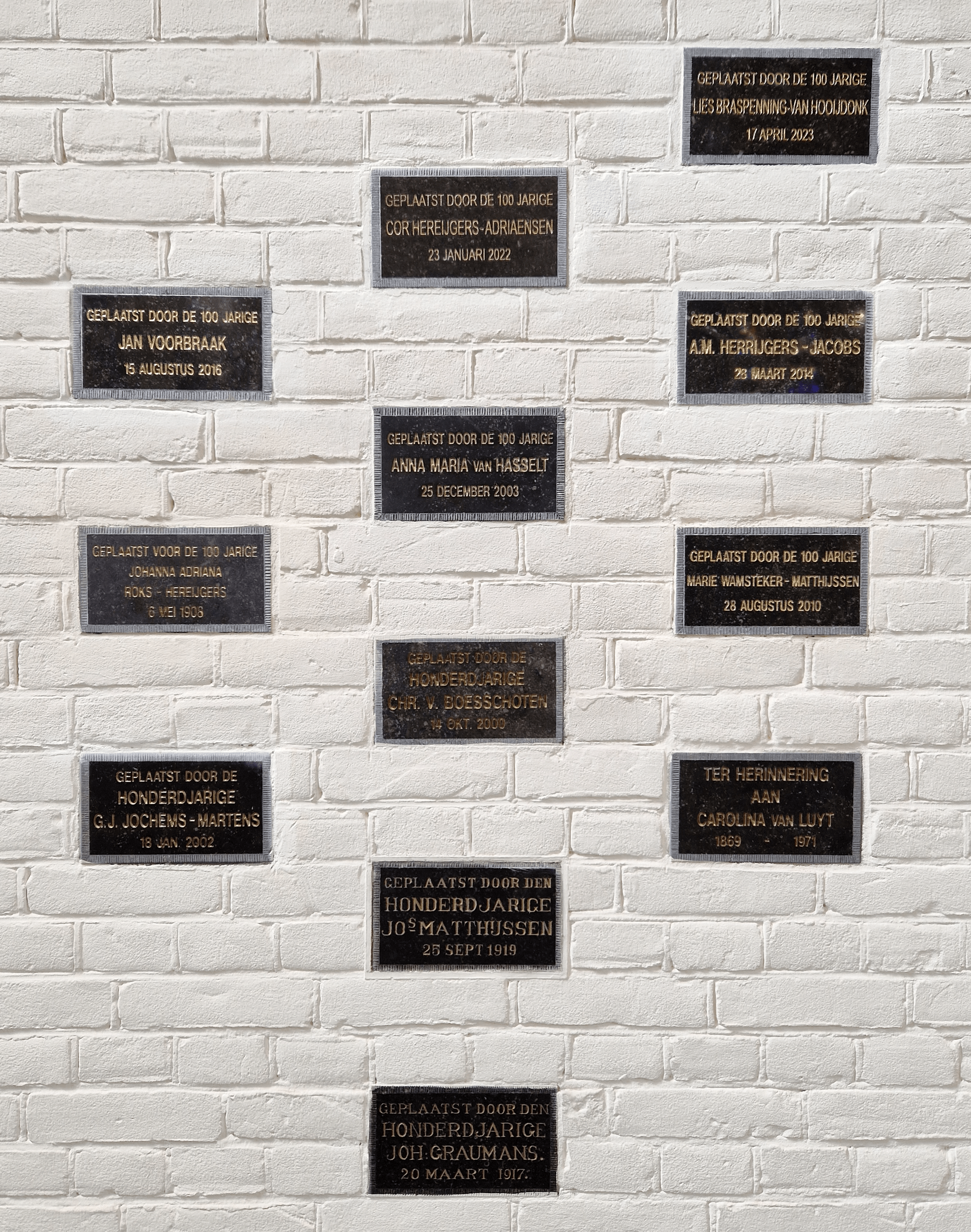
Plaquettes van inwoners van Rijsbergen die 100 jaar zijn geworden.